# Live la Conti
Live la Conti este singurul album din concert al formației Luna Amară. A fost lansat în data de 9 martie 2014 sub formă de CD și conține o selecție de 15 piese înregistrate în concertul din 22 noiembrie 2013, găzduit în clădirea fostului Hotel Continental din Cluj-Napoca (actualmente Hotelul New York). Evenimentul a făcut parte din acțiunea „Occupy Conti” din cadrul protestelor împotriva Proiectului Roșia Montană. Mihnea Blidariu, solistul trupei, își amintește: „«Occupy Conti» a fost prima mea acțiune directă și am o istorie personală care mă leagă de acel loc și, într-un fel, îi leagă pe mai mulți – «Occupy Conti» a fost un moment care a stârnit ceva în societate, ceva ce i-a făcut pe destui să gândească un pic mai mult. Și da, ne-am gândit să punem în altă lumină un loc ce merita mult mai mult, un monument istoric ce ar trebui să facă parte activă din viața orașului, nu să servească doar ca display pentru reclame.”
Discul Live la Conti reprezintă o producție independentă a formației și conține variante din concert la piese de pe primele două albume, Asfalt și Loc lipsă, dar și o compoziție nouă – „Prea târziu” (ulterior inclusă, în versiunea de studio, pe Aproape). CD-ul live al clujenilor ocupă locul al douăzecelea în topul albumelor românești din anul 2014, clasament realizat de revista Muzici și Faze, cu mențiunea următoare: „Debutul Luna Amară a fost arhivat live. Decât să mori trăind, mai bine să trăiești murind.”

## Piese
1. Asfalt (5:08)
2. Somn (5:47)
3. În cercuri (5:53)
4. Ego nr. 4 (4:22)
5. Oraș (5:35)
6. Luni de fiere (6:06)
7. Prea târziu (5:00)
8. Lume oarbă (5:45)
9. Albastru (3:05)
10. Roșu aprins (5:33)
11. Ciudat (feat. Kaleidonescu) (6:51)
12. Dizident (3:49)
13. Întunecare (4:11)
14. Happiness Provider (5:24)
15. Folclor (5:15)

## Personal
Componența formației:
- Mihnea Blidariu – vocal, chitară, trompetă
- Nick Făgădar – vocal, chitară
- Șerban Onțanu – chitară
- Sorin Moraru – chitară bas
- Răzvan Ristea – baterie

Invitați:
- Ovidiu Măcicășan (Kaleidonescu) – chitară și efecte la piesa „Ciudat”
- Toma Bărbulescu (Kaleidonescu) – programare și efecte la piesa „Ciudat”

Detalii tehnice:
- Înregistrări live realizate la Hotel Continental din Cluj-Napoca (22 noiembrie 2013). Inginer de sunet live: Dan Georgescu.
- Mixaje și masterizare efectuate de Oliver Vegh la studioul Luna Recording din Cluj-Napoca.
- Grafică: Florin Chereji. Fotografii: Ciprian Vlăduț, Liviu Emil Zaharescu. Management: Overground Music.

## Albumul video
La trei ani după apariția CD-ului, în data de 2 martie 2017 este lansat albumul video Live la Conti, editat pe DVD prin intermediul casei de discuri Universal Music România. Evenimentul de lansare are loc la Club Control din București, cu participarea câtorva invitați: Adrian Despot (Vița de Vie), Cătălin Chelemen (Coma), Dan Georgescu (byron), Oigăn (Kumm, Robin and the Backstabbers). DVD-ul conține filmarea concertului desfășurat în incinta fostului Hotel Continental (cu durata de peste două ore, având șapte piese suplimentare față de materialul prezent pe discul audio), un documentar de 25 de minute despre istoria formației (în care sunt intervievați actuali și foști membri, prieteni și apropiați ai trupei) și o galerie cu peste 150 de fotografii.
1. Asfalt
2. Somn
3. Gri dorian
4. În cercuri
5. Ego nr. 4
6. Oraș
7. Luni de fiere
8. Doar gândul
9. Prea târziu
10. Lume oarbă
11. Unghii de drac
12. Albastru
13. Roșu aprins
14. Ciudat
15. Pietre în alb
16. Dizident
17. Întunecare
18. Happiness Provider
19. Loc lipsă
20. În tine tu
21. Oameni noi
22. Folclor
23. Bonus: Luna Amară – documentar

Detalii tehnice:
- Proiecții video live: Florin Chereji, Alex Cioflică.
- Sunet, scenă, lumini: Byron Sound – Peter Attila (sunet), Peter Ehrenwerth (lumini), Adonis Mureșan (manager).
- Regie și montaj documentar: Dorin Marcu. Producători documentar: Resize Media & Overground Music.